# سائق حافلة

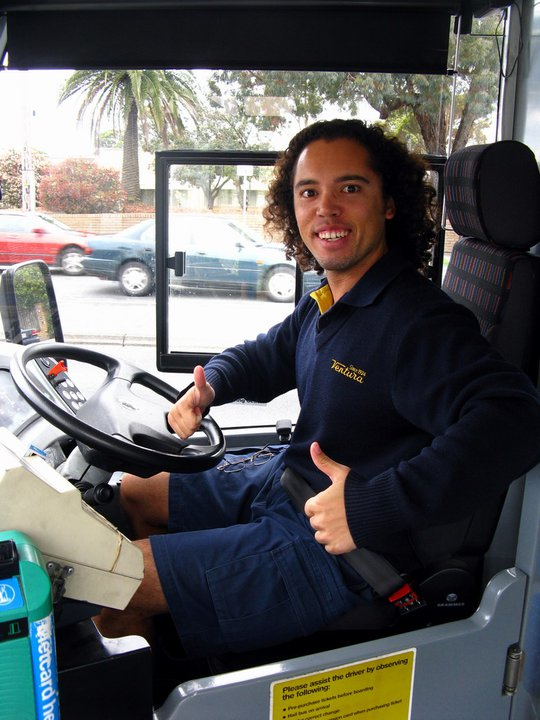
سائق حافلة في ملبُرن

سائق الحافلة أو البوَّاص أو سائق الباص هو الشخص الذي يقود الحافلات لكسب لقمة العيش.